# Лясково (област Кърджали)
Вижте пояснителната страница за други значения на Лясково.
Лясково е село в Южна България. То се намира в община Черноочене, област Кърджали.

## География
Село Лясково се намира в района на Източните Родопи.

## Население
Численост и дял на етническите групи според преброяването на населението през 2011 г.:
|                     | Численост | Дял (в %) |
| Общо                | 657       | 100,00    |
| Българи             | 4         | 0,60      |
| Турци               | 642       | 97,71     |
| Цигани              | 0         | 0,00      |
| Други               | 0         | 0,00      |
| Не се самоопределят | 0         | 0,00      |
| Неотговорили        | 10        | 1,52      |